# آروس گولانیان
آروسیاک هراچیکی گولانیان (ارمنی: Արուսյակ Հրաչիկի Գուլանյան؛  زادهٔ ۲ نوامبر ۱۹۵۷) خواننده اهل ارمنستان است.

## زندگی‌نامه
وی در ۲ نوامبر ۱۹۵۷ در تسوواگیوغ به دنیا آمد . همچنین برندهٔ جوایزی همچون هنرمند افتخاری جمهوری ارمنستان (۲۰۱۱) شده‌است.